# Endrosa intermedia
Endrosa intermedia là một loài bướm đêm thuộc phân họ Arctiinae, họ Erebidae.